# Songguk-ri

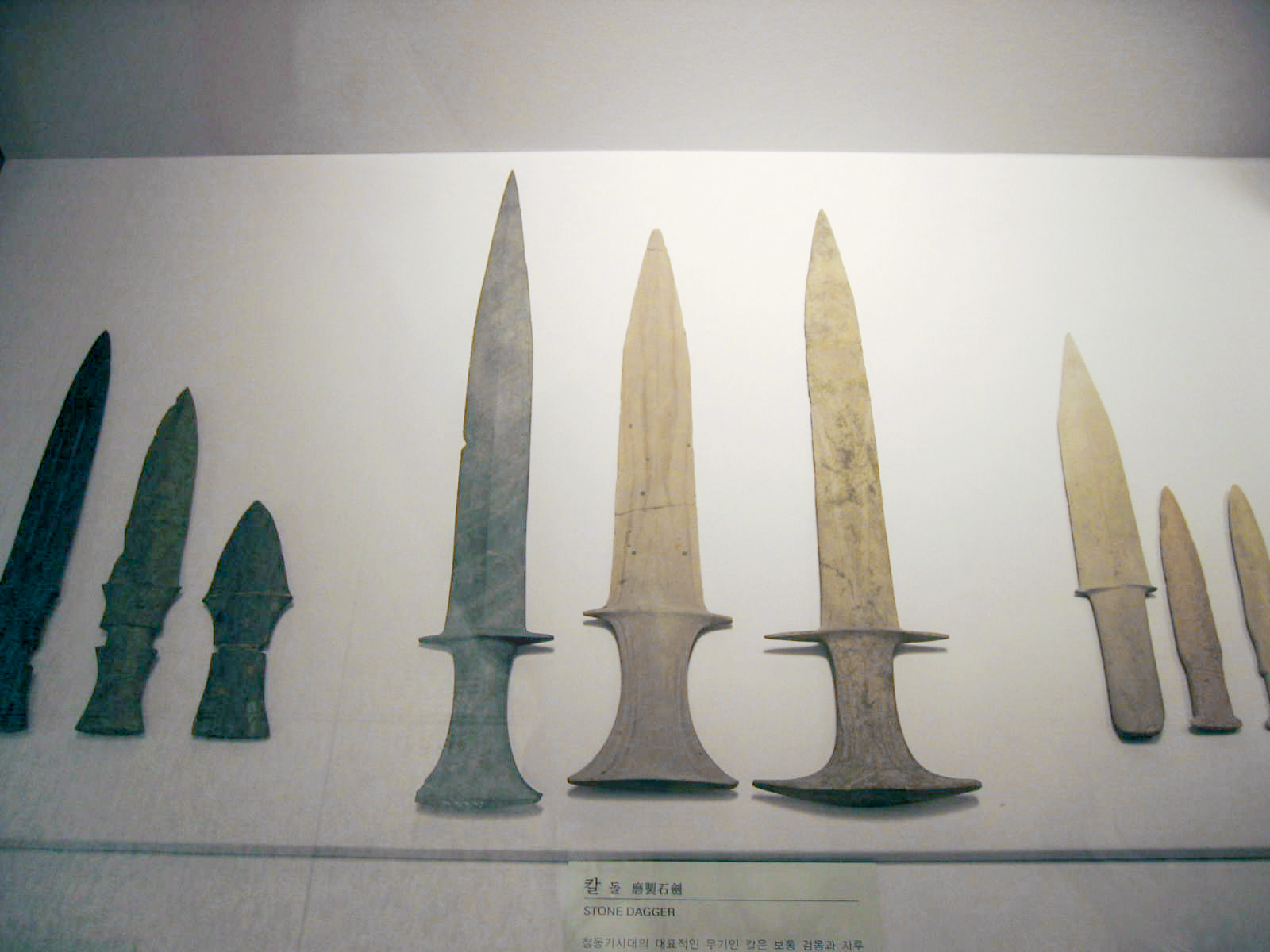
Dagues en pierre retrouvés dans une tombe à ciste à Songguk-ri. Musée national de Corée, Séoul

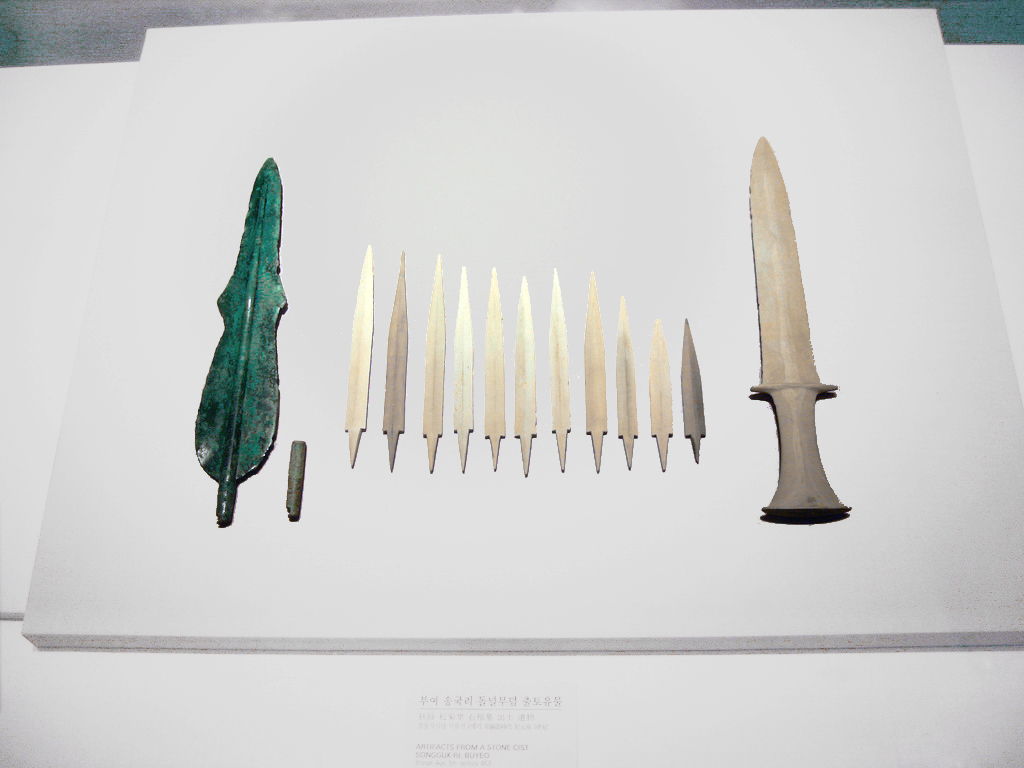
Épée de bronze « taille de guêpe », style du Liaoning, à gauche H. 33.4 cm. Pointes de lance. Substitut d'épée en pierre, à droite. Période Mumun. Songguk-ri. Musée national de Corée, Séoul

Songguk-ri (coréen 송국리) est un site archéologique représentant le Mumun moyen et le Mumun tardif (850 à 300 av. J.-C.), situé dans le district de Buyeo, en Corée du Sud. Ce site comprend les restes d'un village et des tombes. Songguk-ri a été classé site historique n° 249 à cause de sa grande importance dans l'étude de la préhistoire coréenne car il a été retenu comme site de référence pour la culture du Mumun moyen. Durant une ou deux générations, ce fut probablement le centre d'une chefferie contrôlant les petits villages des alentours. Il montre l'arrivée des différences dans le statut social et de la tradition de déposer des objets de prestige dans les sépultures.

## Historique
Les fouilles ont commencé en 1975 et Songguk-ri a été l'un des premiers sites archéologiques en Corée à livrer des objets en bronze, des grandes perles tubulaires en jade, ainsi que des maisons rondes et semi-enterrées. Ces découvertes se sont ensuite reproduites sur d'autres sites, ce qui a conduit les archéologues à utiliser le terme de style de Songguk-ri pour des sites comparables, notamment pour les maisons. Ce site a ensuite été fouillé à plusieurs reprises par les archéologues du musée national de Corée en 1979, 1986, 1987 et 2000.

## Habitat
Des groupes de maisons semi-enterrées sont répartis en plusieurs endroits. 44 d'entre elles ont été mises au jour. De la céramique typique du Mumun moyen (700 à 550 av. J.-C.) a été découverte mais certaines maisons doivent dater du Mumun tardif. Les restes d'une imposante palissade érigée autour d'une des enceintes résidentielles laissent supposer l'existence de conflits dans cette société. Un certain nombre de petits hameaux de cette période ont été trouvés à quelques kilomètres autour de Songguk-ri.

## Sépultures
Une tombe à ciste en pierre d'un personnage de haut rang a été trouvée avec un poignard en bronze du style du Liaoning, des ornements en jade et un poignard en pierre d'une grande finesse. Des sépultures en jarre ont aussi été trouvées.

## Culture de Songguk-ri
Des poteries, des habitations et des sépultures semblables à celles qui ont été étudiées à Songguk-ri ont été identifiées dans les parties méridionales de la péninsule coréenne, à l'exception de quelques régions comme celle du fleuve Han et la partie sud-est de la région de Yeongnam. De tels assemblages culturels seraient représentatifs d'une société agricole basée sur la riziculture humide, en rizières inondées. Certains aspects de la société Songguk-ri se sont également répandus dans les régions de l'île de Kyūshū et dans la région du Kansai (Kinki) sur l'île de Honshū, dans l'archipel japonais, où ils ont joué un rôle important dès l'origine de la période Yayoi.